# Netvořice
Netvořice (Duits: Networschitz) is een Tsjechische marktstad in de regio Midden-Bohemen en maakt deel uit van het district Benešov. Netvořice ligt op 13 kilometer afstand van de stad Benešov.
Netvořice telt 1191 inwoners (2025).

## Geografie
De gemeente bestaat uit de volgende plaatsen:
- Netvořice;
- Dunávice;
- Lhota;
- Maskovice;
- Radějovice;
- Tuchyně;
- Všetice.

Netvořice ligt in de buurt van de rivieren de Sázava en Moldau. De Brejlovskýbeek, die bij Tuchyně ontspringt en in de Moldau uitmondt, stroomt door de stad.

## Geschiedenis
Tijdens de Tweede Wereldoorlog werd de stad onderdeel van het SS-oefenterrein Benešov. In het voorjaar van 1942 werd in Netvořice een filiaal van het herhuisvestingskantoor opgericht, dat tot 1 april 1943 actief was. Op die datum moesten de inwoners van Netvořice in het kader van de tweede fase van de ontruiming hun huizen verlaten.
Sinds 1949 is Netvořice volledig ondergebracht bij het district Benešov. Op 10 oktober 2006 heeft Netvořice opnieuw de status van stad gekregen.

## Cultuur
Sinds 2007 wordt halverwege augustus jaarlijks een bedevaart en jaarmarkt georganiseerd. Daarnaast wordt in maart een traditionele tocht naar de berg Mědník gemaakt.

## Verkeer en vervoer

### Autowegen
Netvořice is te bereiken via diverse regionale wegen. 

### Spoorlijnen
Er is geen station in Netvořice. Het dichtstbijzijnde station is in Krhanice, op zo'n 6,5 kilometer afstand. Dat station ligt aan spoorlijn 210 Praag - Vrané nad Vltavou - Čerčany/Dobříš.

### Buslijnen
Er zijn diverse bushaltes in de gemeente, die Netvořice verbinden met onder andere Týnec nad Sázavou, Neveklov en Benešov.

### Wandelroutes
- Blauw: Chrášťany - Benice - Netvořice;
- Groen: Jablonná - Lhota - Břežany - Kamenný Přívoz.

## Bezienswaardigheden
- Kerk van de Tenhemelopneming van de Heilige Maagd Maria;
- Pastorie;
- Motorfietsmuseum;
- Serviesgoedmuseum;
- Stedelijk museum, opgericht in 1919 met steun van de gemeente, aanvankelijk gevestigd in huis nr. 7, doch sinds 1924 in een eigen gebouw. Het museum heeft een collectie van Týnec-aardewerk, toegepaste kunst en volkskunstvoorwerpen, zoals munten, medailles, plaquettes en onderscheidingen.

## Geboren in Netvořice
- Ludmila Grossmannová Brodská (1859–1935), schrijfster
- Ignác Vojtěch Lemoch (1802–1875), wiskundige en rector

## Galerij

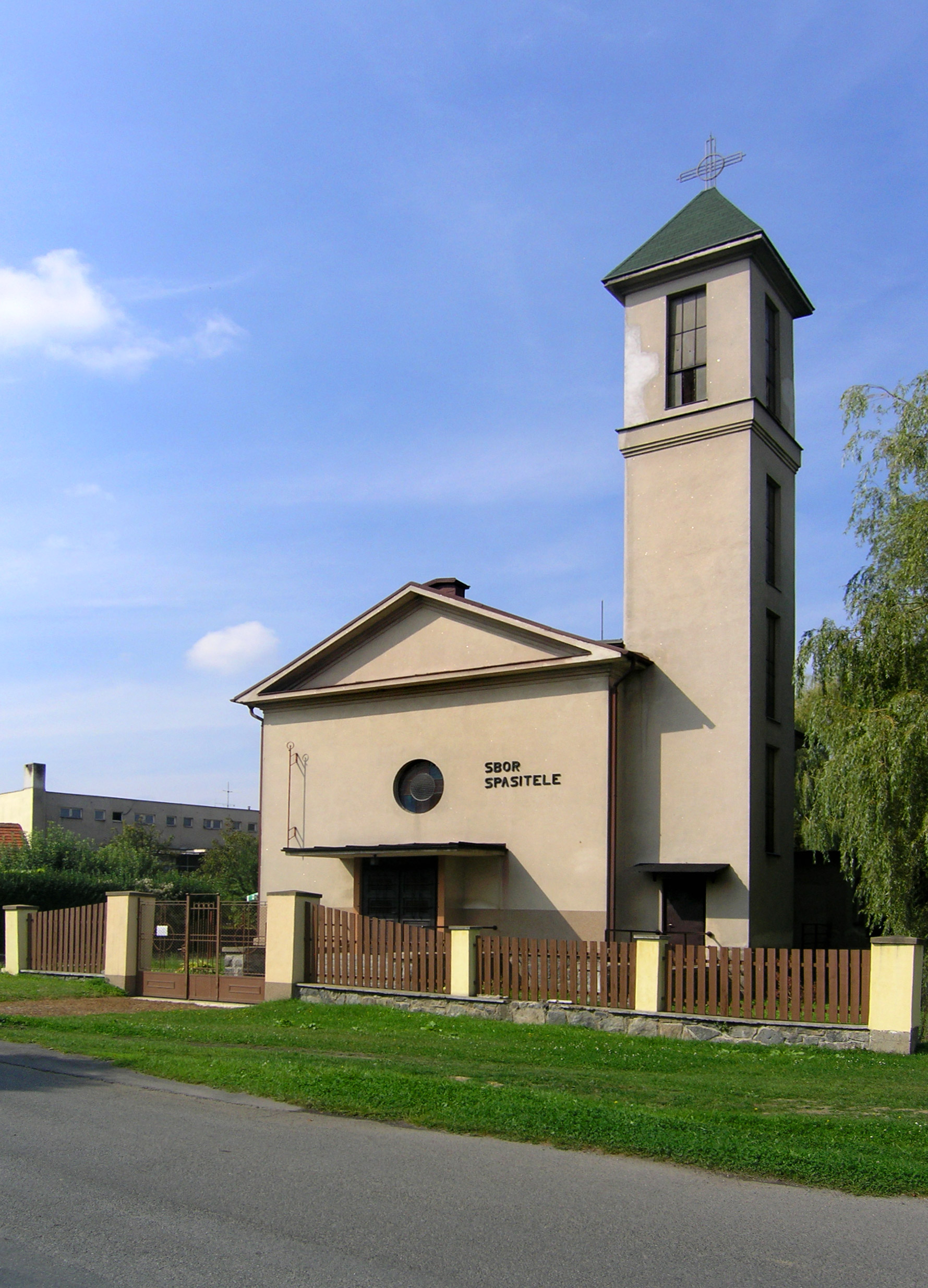
Hussietenkerk (2009)
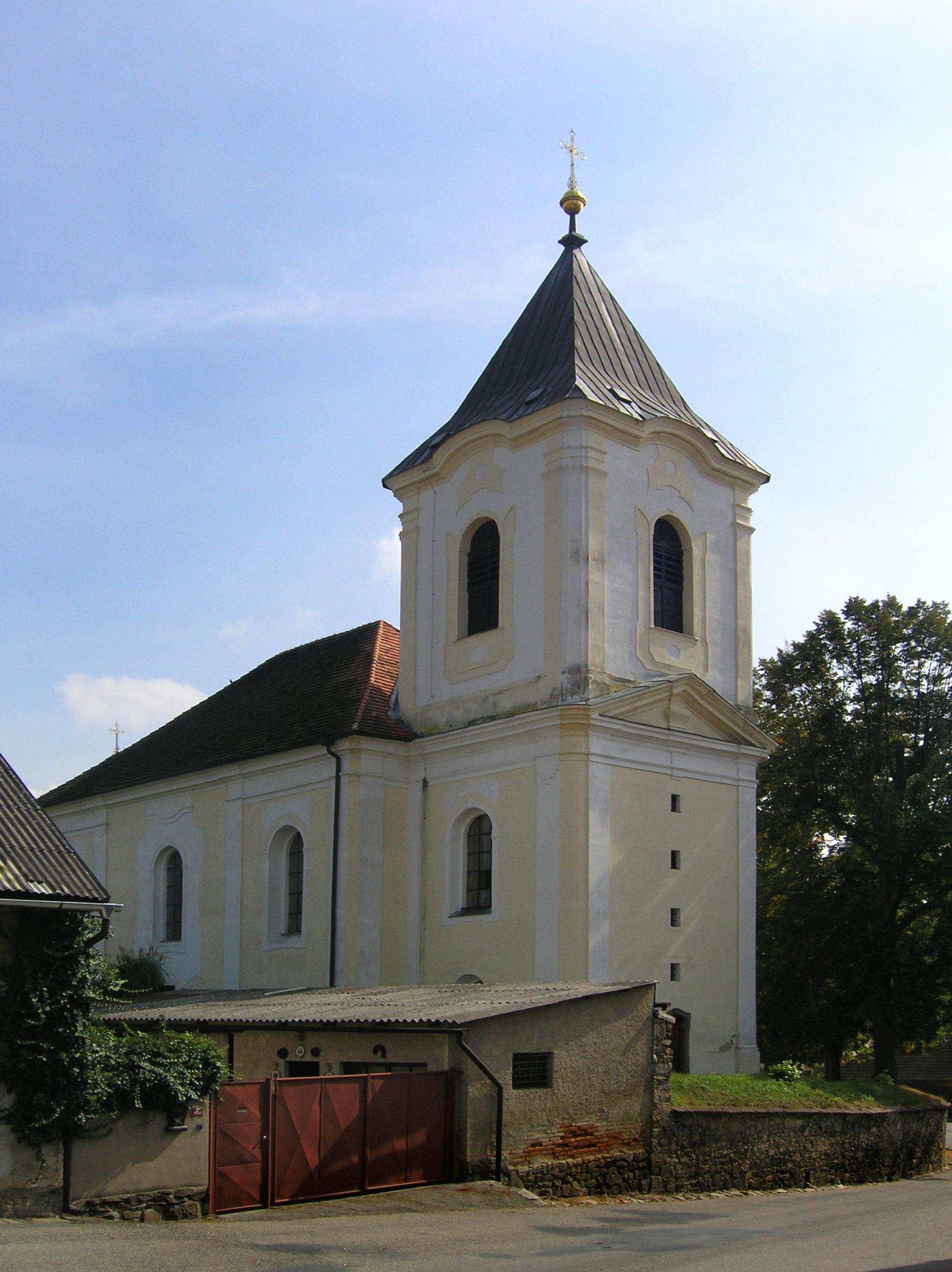
Kerk van de Tenhemelopneming van de Maagd Maria (2009)
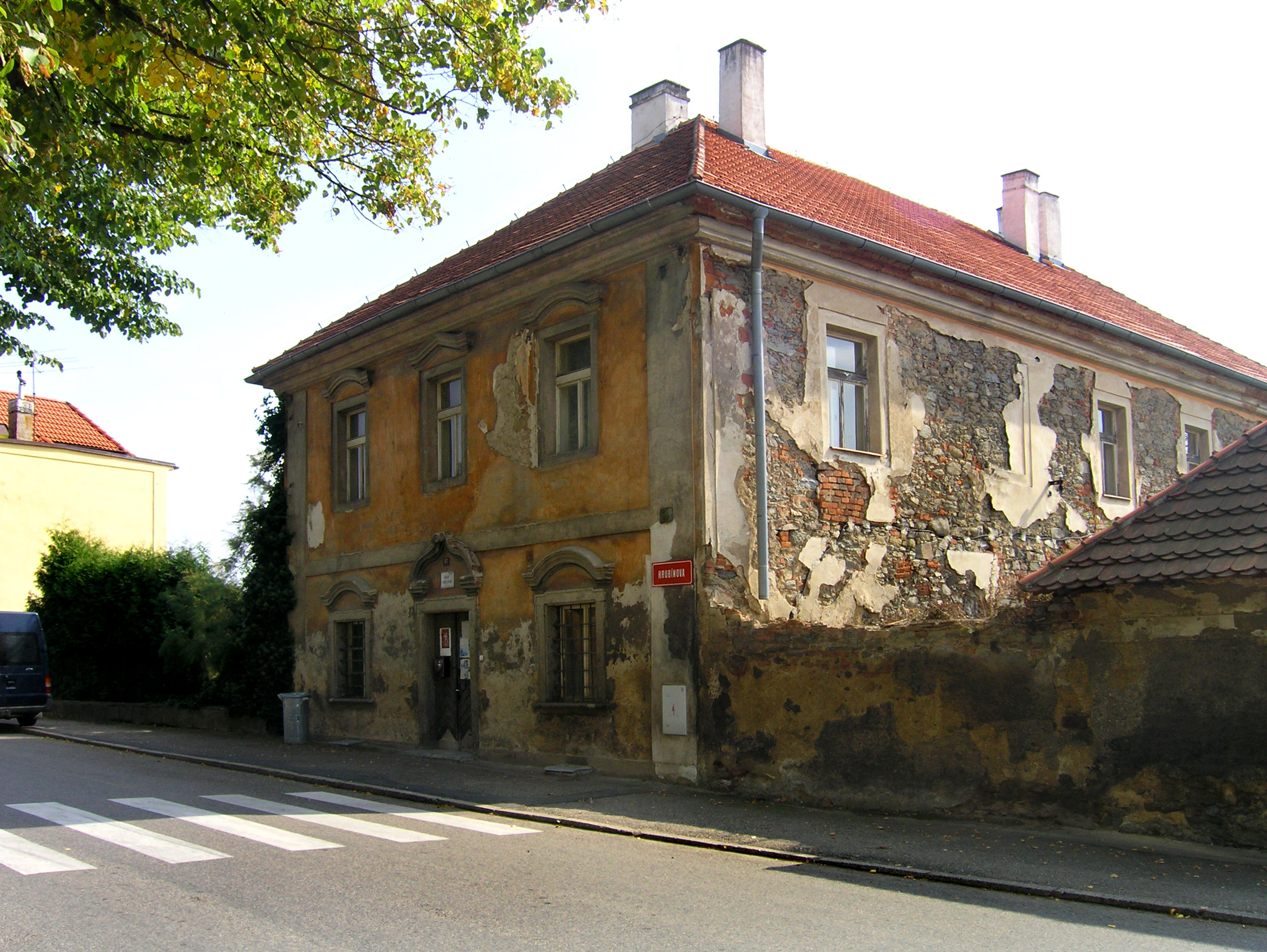
Pastorie (2009)
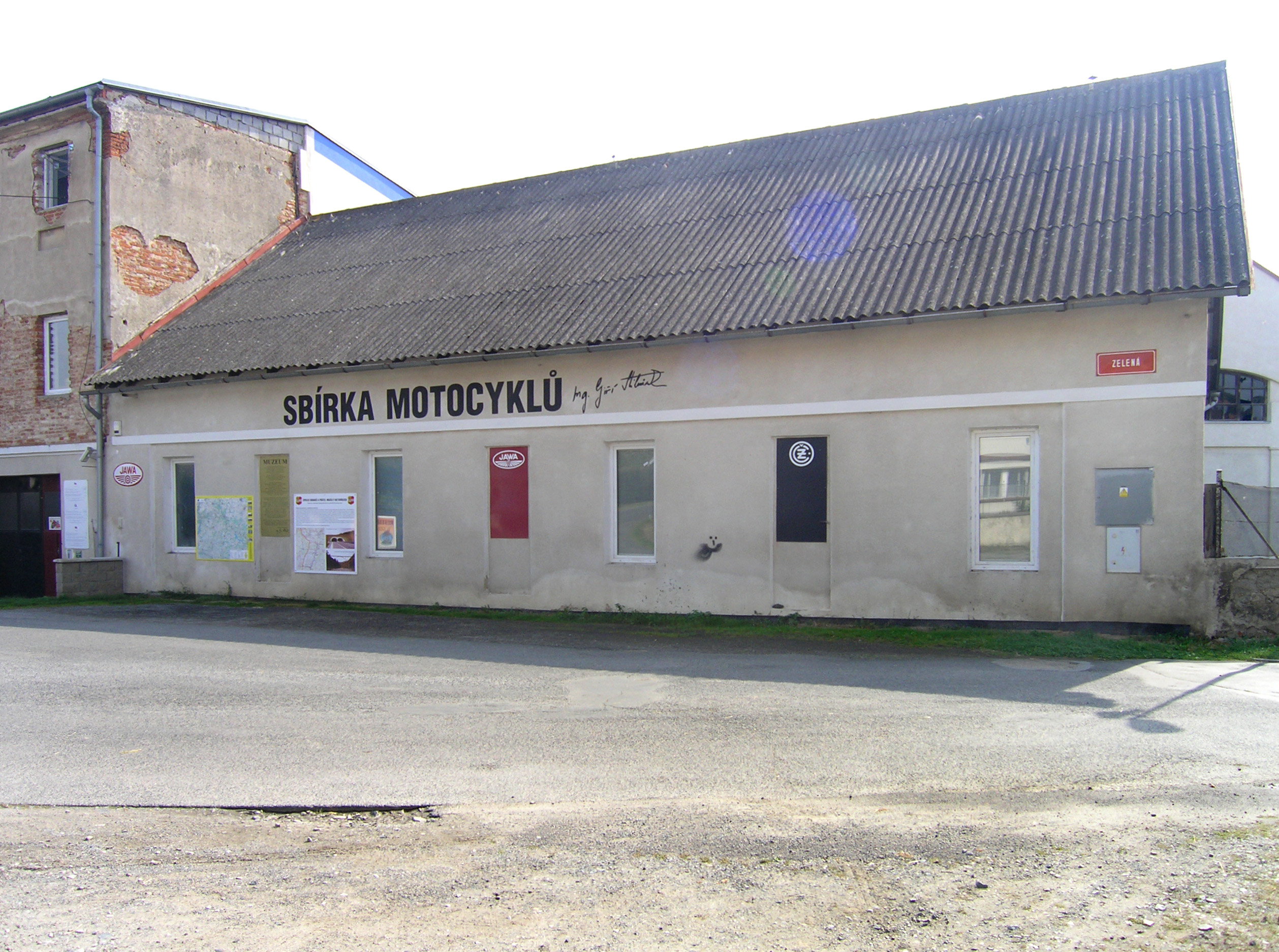
Motorfietsmuseum (2009)
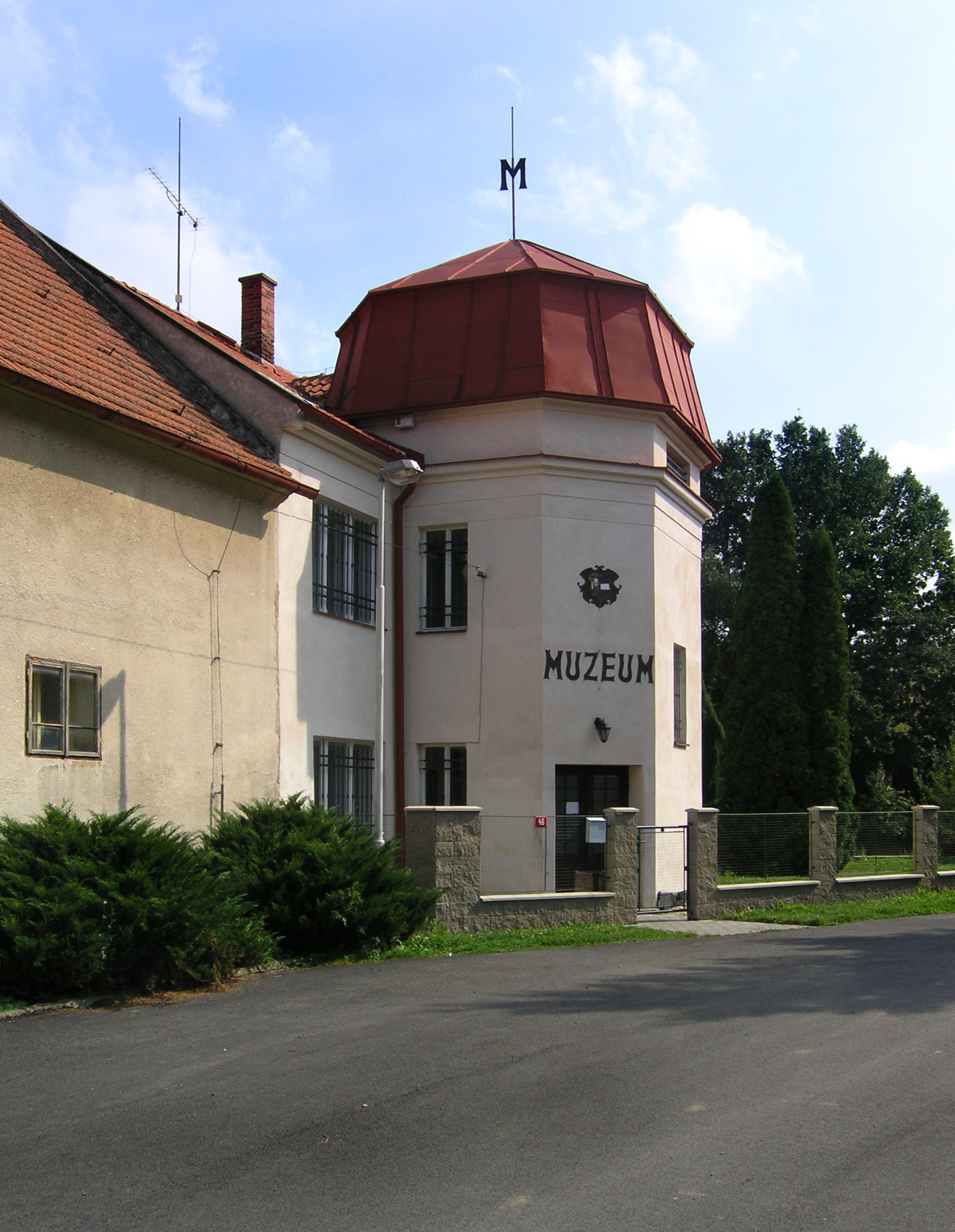
Stedelijk museum (buitenzijde - 2009)
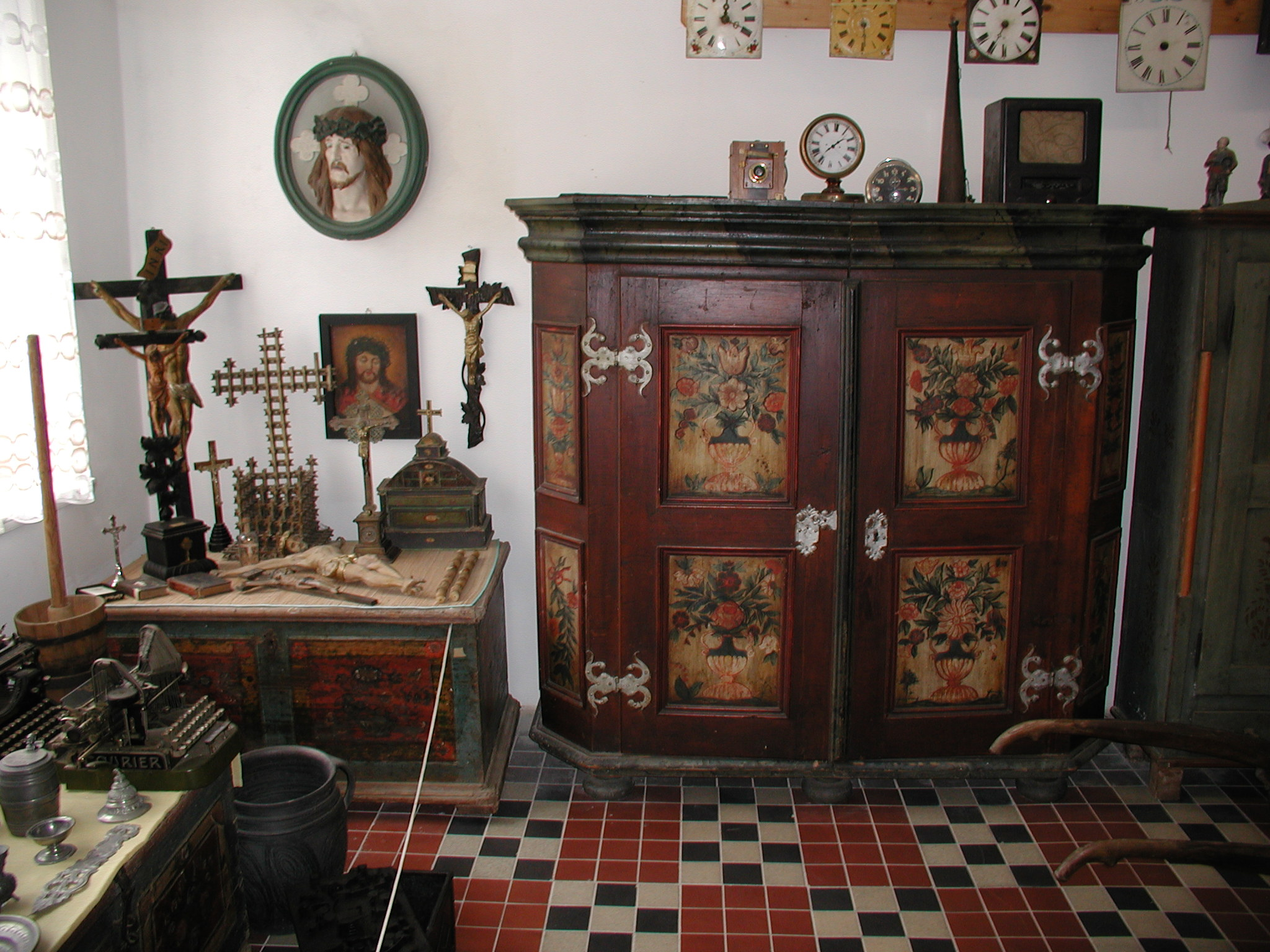
Stedelijk museum (collectie - 2004)
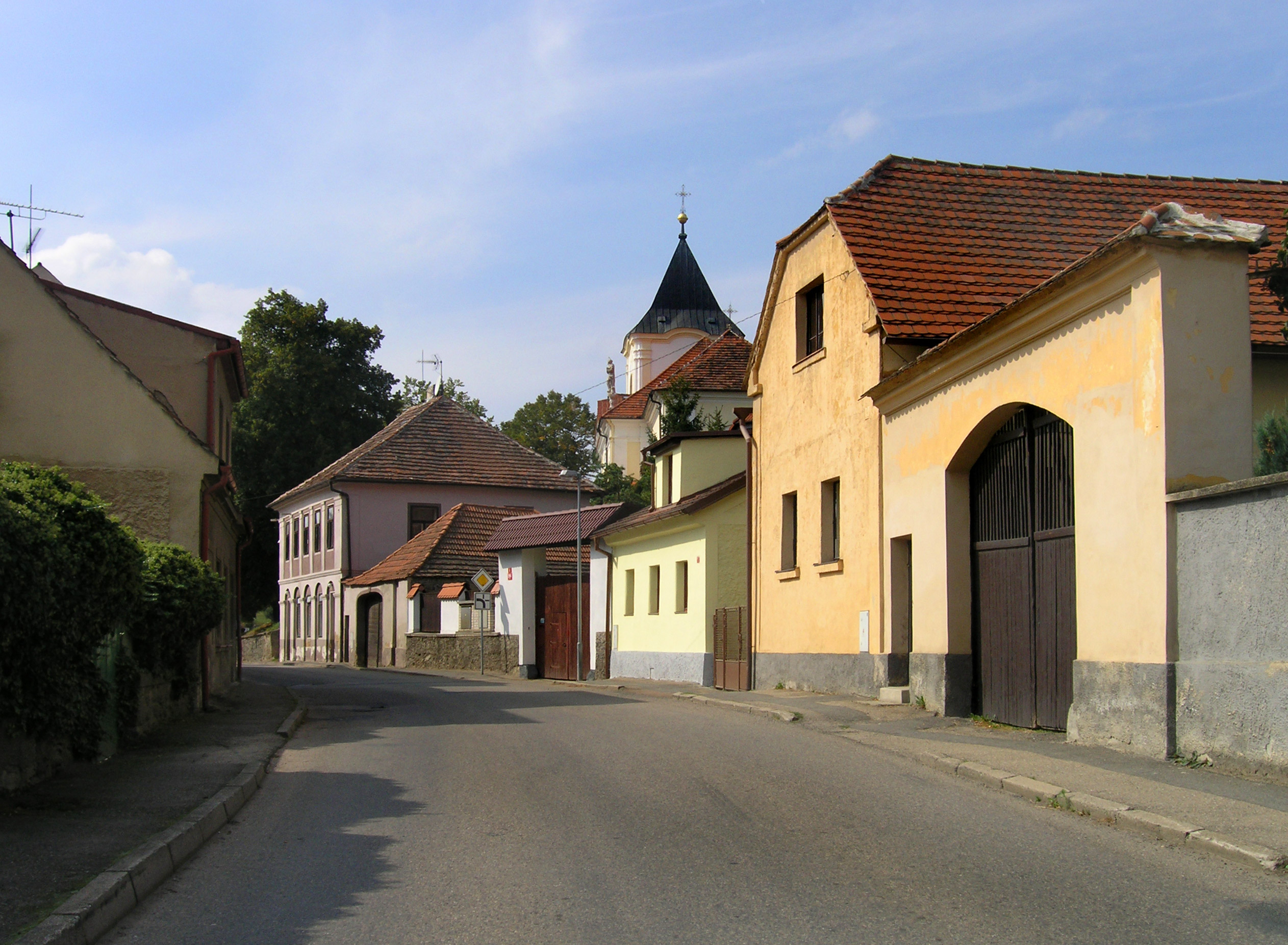
Hubrínovastraat (2009)
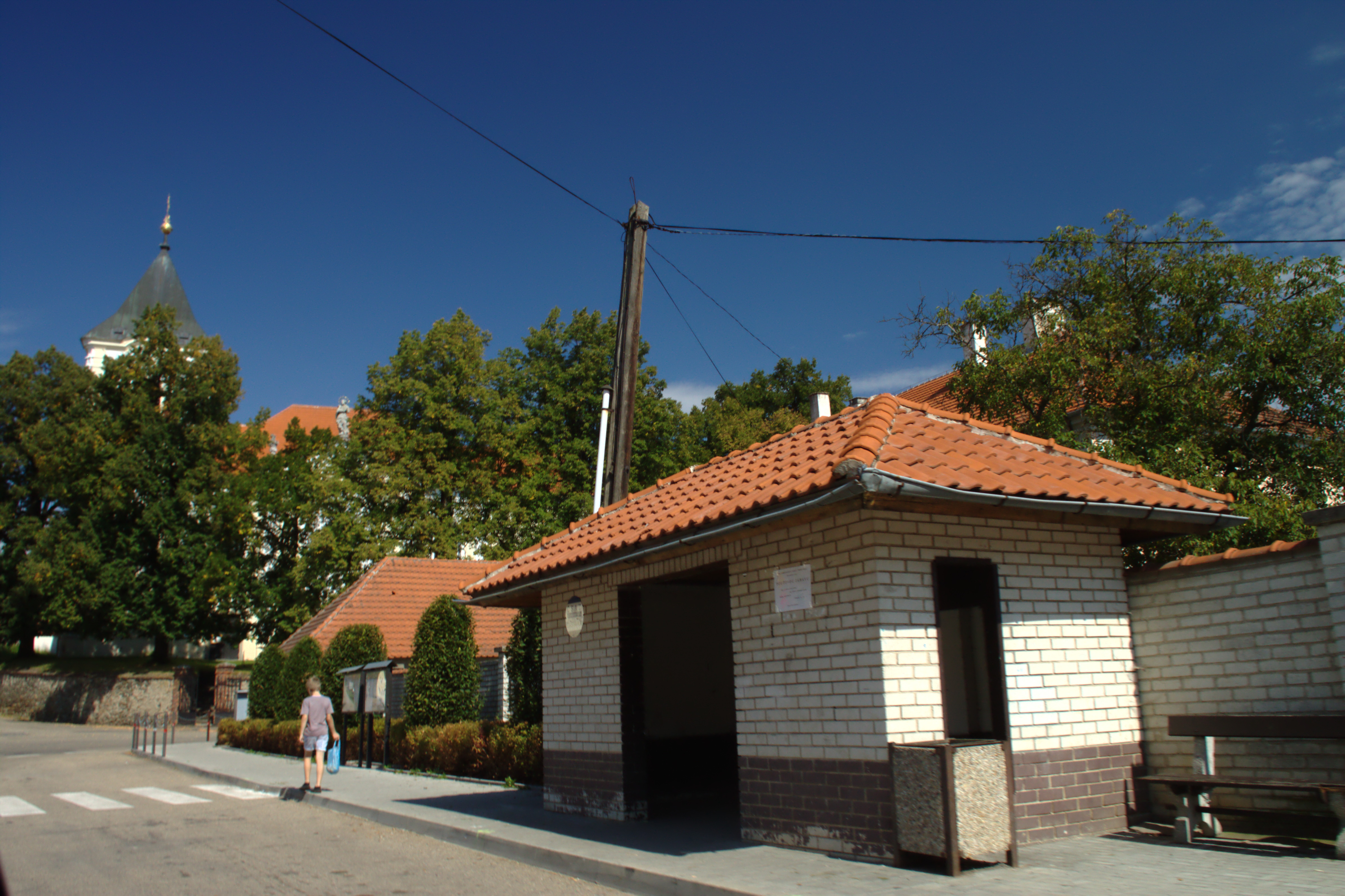
Bushalte (2014)